# شرینگتون
شرینگتون (به انگلیسی: Sherington) یک روستا و محله مدنی در بریتانیا است که در میلتون کینز واقع شده‌است. شرینگتون ۹۵۴ نفر جمعیت دارد.